# Novovoroncovka
Novovoroncovka (ukrajinsky Нововоронцовка) je sídlo městského typu v Chersonské oblasti na Ukrajině. K roku 2020 v ní žilo přes šest tisíc obyvatel.

## Poloha a doprava
Novovoroncovka leží na pravém, západním břehu Kachovské přehrady na Dněpru. Od Chersonu, správního střediska své oblasti, je vzdálena přibližně 160 kilometrů severovýchodně. Bližší velké město je Kryvyj Rih ležící 80 kilometrů severozápadně v Dnipropetrovské oblasti, jejíž hranice vede podél severního okraje Novovoroncovky. Ještě blíže, jen padesát kilometrů východně a na stejném břehu Kachovské přehrady a rovněž v Dnipropetrovské oblasti leží Nikopol.
Nejbližší železniční stanice je Tik přibližně deset kilometrů severně na železniční trati ze Záporoží do Apostolove.

## Dějiny
Obec zde byla založena v roce 1795 pod jménem Nykolajevka (Николаевка). Od roku 1821 byla obec v držení Michaila Semjonoviče Voroncova, což započalo její další rozvoj. V roce 1829 byla k jeho poctě přejmenována na Novovoroncovku. Koncem 40. let 20. století musela být část obce přestěhována kvůli výstavbě Kachovské přehrady. Od roku 1956 má Novovoroncovka status sídla městského typu.
V rámci rusko-ukrajinské války byla Novovoroncovka během ruské invaze na jaře 2022 obsazena ruskou armádou. Ukrajinská armáda ji dobyla zpět 25. března.